# Phormium tenax
Espèce

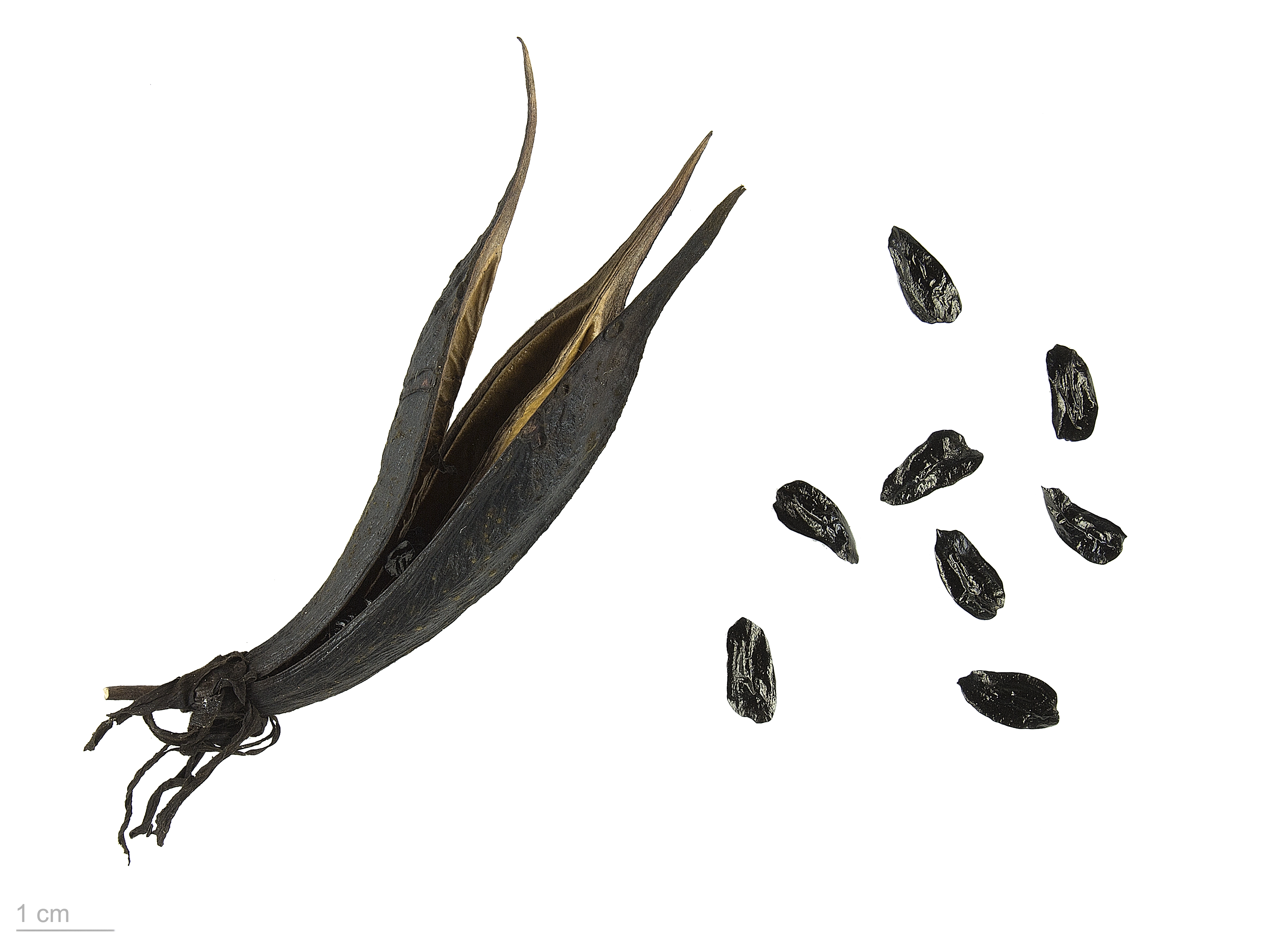
Phormium tenax au Muséum de Toulouse.

Phormium tenax, est une espèce de plantes à fleurs de la famille des Xanthorrhoeaceae (anciennement des Agavacées). C'est l'une des espèces appelées Lin de Nouvelle-Zélande.
Il a été utilisé pour la production de fibres,.